# Listrognathus bidentatus
Listrognathus bidentatus är en stekelart som beskrevs av Kamath 1968. Listrognathus bidentatus ingår i släktet Listrognathus och familjen brokparasitsteklar. Inga underarter finns listade i Catalogue of Life.